# Річард Раш
Річард Раш (англ. Richard Rush; нар. 29 серпня 1780, Філадельфія, Пенсільванія — пом. 30 липня 1859, Філадельфія, Пенсильванія) — американський дипломат і політичний діяч.
Раш був одним з найближчих друзів і радників президента Джеймса Медісона під час війни 1812 року. Він був генеральним прокурором США з 1814 по 1817 рр. У 1817 р. він змінив Джона Квінсі Адамса на посаді посла у Великій Британії. Раш став надзвичайно популярний в Англії, незважаючи на його колишню антибританську позицію. Він працював у Лондоні протягом восьми років, брав участь у різних переговорах, в тому числі (разом з Альбертом Галлатіном) грав важливу роль у прийнятті англо-американського договору у 1818 р. Після цього, Раш працював міністром фінансів США з 1825 по 1829 рр. під керівництвом президента Джона Квінсі Адамса.
У 1828 р. він був кандидатом у віце-президенти від Національної республіканської партії.
У 1847 р. Раш був призначений президентом Джеймсом Полком послом у Францію, залишався на посаді до 1849 р.